# Liste der Baudenkmäler in Roth
Auf dieser Seite sind die Baudenkmäler in der mittelfränkischen Stadt Roth zusammengestellt. Diese Tabelle ist eine Teilliste der Liste der Baudenkmäler in Bayern. Grundlage ist die Bayerische Denkmalliste, die auf Basis des Bayerischen Denkmalschutzgesetzes vom 1. Oktober 1973 erstmals erstellt wurde und seither durch das Bayerische Landesamt für Denkmalpflege geführt wird. Die folgenden Angaben ersetzen nicht die rechtsverbindliche Auskunft der Denkmalschutzbehörde.

In dieser Kartenansicht sind Baudenkmäler ohne Koordinaten mit einem roten bzw. orangen Marker dargestellt und können in der Karte gesetzt werden. Baudenkmäler ohne Bild sind mit einem blauen bzw. roten Marker gekennzeichnet, Baudenkmäler mit Bild mit einem grünen bzw. orangen Marker.

## Ensembles

### Ensemble Altstadt Roth
Das Ensemble umfasst die Altstadt Roth im Umfang der Stadtbefestigung des 14. Jahrhunderts, die in großen Teilen, wenn auch vielfach in Häusern eingebaut, einschließlich von Mauertürmen, erhalten ist. Zwischen den ehemaligen Stadttoren im Norden und Süden erstreckt sich die Hauptstraße als tragende Achse der wohl vom Bamberger Domkapitel südlich eines älteren Ortskerns in der 2. Hälfte des 12. Jahrhunderts planmäßig angelegten Siedlung, die zwischen 1358 und 1363 unter den Nürnberger Burggrafen zur Stadt erhoben wurde. Der gebogene, nordwärts zur Talsenke des Roth-Flusses abfallende Straßenzug der Hauptstraße ist geschlossen bebaut; im unteren Drittel weitet er sich zum schmalen trapezförmigen Marktplatz aus. Im Südteil beherrscht der Komplex des Renaissanceschlosses Ratibor mit dem in den Straßenraum vorgerückten Kaiserturm die Stadt. Er manifestiert die markgräflich-ansbachische Stadtherrschaft, die 1792 zu Ende ging. Im mittleren Teil setzt die evangelisch-lutherische Stadtpfarrkirche den beherrschenden Akzent; sie liegt erhöht, doch setzt sich ihre Westfront nur wenig von der Bauflucht der Hauptstraße zurück. Die Kirche wird eingefasst von den monumentalen Neurenaissancebauten des Postamtes und des ursprünglich als Stadtschule erbauten Rathauses. Beide bezeichneten den gründerzeitlichen Aufschwung der Stadt als Industriestadt, während das benachbarte, im ansbachischen Rokoko gehaltene, der Kirchenterrasse schräg vorgelegte alte Rathaus noch an die markgräfliche Landstadt erinnert. Die bürgerliche Bebauung ist fast durchgehend zweigeschossig, es handelt sich meist um Giebelhäuser des 16.–19. Jahrhunderts, zum Teil mit Fachwerkobergeschossen oder -giebeln, zum Teil mit Sandsteinquaderfassaden, darüber hinaus einige verputzte Traufseitbauten des 18. und frühen 19. Jahrhunderts mit Mansard- und Walmdächern und wenige Gründerzeithäuser oder mit Neurenaissance- oder Neubarockfassaden, insbesondere nach dem Stadtbrand von 1878, versehene ältere Bauten. Viele dieser Bauten sind durch Geschäftseinbauten entstellt, die Neubauten Nr. 2 a, 17/19, 35 fügen sich nicht in das Ensemble ein. Als besonderer Bereich ist der Kirchplatz mit der platzartigen Ausdehnung der Kugelbühlstraße zu nennen. In diese dreieckige Platzausbildung der Kugelbühlstraße münden an den Spitzen des Dreiecks jeweils schmale Gassen. Der Platz war offenbar als Nebenmarkt im Hochmittelalter planmäßig angelegt. Charakteristisch ist seine geschlossene Bebauung durch zweigeschossige Giebelhäuser des 17./18. Jahrhunderts, zwischen denen einige ackerbürgerliche Traufseithäuser und Wohnbauten der Gründerzeit eingefügt sind. Abbrüche der jüngsten Zeit haben zur Störung der Geschlossenheit geführt. Aktennummer: E-5-76-143-1.

## Stadtbefestigung
| Lage                                              | Objekt                                  | Beschreibung | Akten-Nr.    | Bild                              |
| ------------------------------------------------- | --------------------------------------- | --- | ------------ | --------------------------------- |
| ()                                                | Stadtbefestigung                        | Die Ringmauer wurde im 14. Jahrhundert errichtet, nur einige Teilstücke, meist eingebaut oder überbaut, und fünf kleine Befestigungstürme sind erhalten – siehe Bahnhofstraße 13, Hauptstraße 5, 7, 9, 13, 15, 21, 21 a, 23 a, 23 b, 25, 31, 35, 37, 39, 40, 41, Kugelbühlstraße 2, 4, 8, 10, 30, 32, 36, 38, 40, 42, 44, 46, Städtlerstraße 11, Stieberstraße, Traubengasse 1, 3, 5, 17, 19, 21. – Die Stadttore am Nord- und am Südende der Hauptstraße sowie das Neue Tor am Beginn der Hilpoltsteiner Straße sind im 19. Jahrhundert abgebrochen worden. – Die Befestigungsanlagen von Schloss Ratibor (erhaltene Gräben auf der Süd- und Westseite) waren mit der Stadtbefestigung verbunden – siehe Hauptstraße 1 | D-5-76-143-2 |                                   |
| Bahnhofstraße 13 (Standort)                       | Dazu Rundturm der ehemaligen Stadtmauer | Wohl 14. Jahrhundert | D-5-76-143-2 | weitere Bilder                    |
| Hauptstraße 5 (Standort)                          | Dazu Mauerturm und Stadtmauerrest       | 14. Jahrhundert | D-5-76-143-2 | Dazu Mauerturm und Stadtmauerrest |
| Hauptstraße 9 (Standort)                          | Dazu Stadtmauerrest                     | 14. Jahrhundert | D-5-76-143-2 | weitere Bilder                    |
| Hauptstraße 31 (Standort)                         | Dazu Stadtmauerrest                     | 14. Jahrhundert | D-5-76-143-2 | weitere Bilder                    |
| Hauptstraße 37 (Standort)                         | Dazu Rest der Stadtmauer                | 14. Jahrhundert | D-5-76-143-2 | BW                                |
| Hauptstraße 41 (Standort)                         | Dazu Rest der Stadtmauer                | 14. Jahrhundert | D-5-76-143-2 | BW                                |
| Kugelbühlstraße 2 (Standort)                      | Dazu Stadtmauer und Turmrest            | 14. Jahrhundert | D-5-76-143-2 | BW                                |
| Kugelbühlstraße 4 (Standort)                      | Dazu Stadtmauer                         | 14. Jahrhundert | D-5-76-143-2 | weitere Bilder                    |
| Kugelbühlstraße 8, 10 (Standort)                  | Dazu Stadtmauer                         | 14. Jahrhundert | D-5-76-143-2 | Dazu Stadtmauer                   |
| Kugelbühlstraße 30 (Standort)                     | Dazu Rest der Stadtmauer                | 14. Jahrhundert | D-5-76-143-2 | weitere Bilder                    |
| Kugelbühlstraße 36, 38, 40, 42, 44, 46 (Standort) | Dazu Rest der Stadtmauer                | 14. Jahrhundert | D-5-76-143-2 | weitere Bilder                    |
| Städtlerstraße 11 (Standort)                      | Dazu Stadtmauerrest                     | 14. Jahrhundert, und Turmrest | D-5-76-143-2 | weitere Bilder                    |
| Stieberstraße (Standort)                          | Stadtmauerrest                          | 14. Jahrhundert, ehemals hinter der abgegangenen Leonischen Fabrik | D-5-76-143-2 | Stadtmauerrest                    |
| Traubengasse 1, 3, 5, 17, 19 (Standort)           | Dazu Rest der Stadtmauer und Wehrturm   | 14. Jahrhundert | D-5-76-143-2 | weitere Bilder                    |

## Baudenkmäler nach Gemeindeteilen

### Roth
| Lage | Objekt                                                              | Beschreibung | Akten-Nr.              | Bild |
| --- | ------------------------------------------------------------------- | --- | ---------------------- | --- |
| Allee 12, Gartenstraße 1 (Standort) | Fabrikareal, ehemalige Christbaumschmuck-Fabrik Fritz Stadelmann    | Wohnhaus, zweigeschossiger Satteldachbau in Ecklage, mit über Eck geführtem Zwerchhaus mit Walmdach und Fachwerkgaube, 1905, im Erdgeschoss verändert 1947; Werkstattgebäude, zweigeschossiger, verputzter Ziegelsteinbau mit Flachsatteldächern, 1905, Aufstockung 1923; Maschinenhaus, eingeschossiger, verputzter Ziegelsteinbau mit Walmdach, neubarock, 1923 | D-5-76-143-258         | Fabrikareal, ehemalige Christbaumschmuck-Fabrik Fritz Stadelmann                                                                     |
| Allersberger Straße 1 (Standort) | Hotel Schwarzer Adler                                               | Zweigeschossiger stattlicher Mansarddachbau mit barocker Hausteinfassade, 1729; im Inneren Holzbalkendecken, 18. Jahrhundert Seitlich Flügelbau, 18./19. Jahrhundert | D-5-76-143-3           | Hotel Schwarzer Adler |
| Allersberger Straße 13 (Standort) | Ehemaliges Hirtenhaus                                               | Zweigeschossiger Traufseitbau, 17./18. Jahrhundert, Fassade erstes Drittel 19. Jahrhundert, Ostseite mit Fachwerkgiebel | D-5-76-143-4           | Ehemaliges Hirtenhaus |
| An der Gredl 28 (Standort) | Ehemalige Fabrikantenvilla                                          | Herrschaftlicher zweigeschossiger Walmdachbau, mit neuklassizistischer Eingangsfassade, Gartenfassade gegliedert mit Terrasse und Balkon zwischen Eckerkern, nach Planung von 1919 des Architekten Karl Kummer ab 1920 errichtet In Gartengrundstück mit gleichzeitiger dreiteiliger Gartentoranlage | D-5-76-143-204         | BW |
| Bahnhofstraße (Standort) | Städtlerbrunnen                                                     | Neurenaissance, von Hans Rößner, Guss Christian Lenz, bezeichnet „1909“ | D-5-76-143-12          | weitere Bilder |
| Bahnhofstraße 2 (Standort) | Giebelhaus                                                          | Zweigeschossig mit Schopfwalm, Fachwerk, um 1700 | D-5-76-143-5           | weitere Bilder |
| Bahnhofstraße 6 (Standort) | Hotel Krone                                                         | Neurenaissancebau, Walmdach, Zwerchgiebel, bezeichnet „1901“, mit älterem Kern | D-5-76-143-7           | weitere Bilder |
| Bahnhofstraße 8 (Standort) | Bürgerhaus                                                          | Zweigeschossiger Giebelbau, 1848, Ende 19. Jahrhundert umgebaut und geprägt Im rückwärtigen Hof ehemaliges Fabrikgebäude einer Färberei | D-5-76-143-200         | weitere Bilder |
| Bahnhofstraße 11 (Standort) | Ehemaliges Hotel Zur Post                                           | Neurenaissancebau mit Zwerchhaus und Türmchen mit Zierfachwerk, 1899 errichtet und 1900 zu Mietshaus um- und ausgebaut | D-5-76-143-9           | weitere Bilder |
| Bahnhofstraße 12 (Standort) | Gasthaus                                                            | Zweigeschossiger Giebelbau, frühes 18. Jahrhundert | D-5-76-143-10          | weitere Bilder |
| Bahnhofstraße 15 (Standort) | Wohnhaus                                                            | Zweigeschossiger Neurenaissancebau mit Zwerchgiebel, bezeichnet „1902“ | D-5-76-143-11          | weitere Bilder |
| Bahnhofstraße 17 (Standort) | Dazu Fachwerkscheune                                                | Erste Hälfte 19. Jahrhundert | D-5-76-143-13          | BW |
| Bahnhofstraße 18 (Standort) | Kleines Wohnhaus                                                    | Erdgeschossiger Sandsteinquaderbau mit Segmentbogenfenstern, Ende 19. Jahrhundert | D-5-76-143-14          | Kleines Wohnhaus |
| Bahnhofstraße 25, 27 (Standort) | große, geteilte Scheune                                             | Sandsteinquader und Fachwerk, 1884 | D-5-76-143-16          | BW |
| Bahnhofstraße 74 (Standort) | Bahnhof Roth                                                        | Stationsgebäude, asymmetrischer Sandsteinquaderbau, um 1900 neugebaut, mit insgesamt vier Bahnsteigabgängen und Güterabfertigung, um 1910, wohl in Zusammenhang mit der hier abzweigenden Gredlbahn (eröffnet 1888) errichtet | D-5-76-143-1           | Bahnhof Roth |
| Friedhofsgäßchen (ca. 25 m nordöstlich der Leichenhalle im Gebüsch) (Standort)                                                                 | Steinkreuz                                                          | Wohl 1481 | D-5-76-143-88          | weitere Bilder |
| Friedrich-Ebert-Straße (Standort) | Brunnenanlage zu Ehren des ersten Reichspräsidenten Friedrich Ebert | Quadratischer Brunnenstock mit Reliefs, 1950/51 von Heinz Hench | D-5-76-143-17          | BW |
| Gartenstraße 3 (Standort) | Wohn- und Geschäftshaus                                             | Malerischer Gruppenbau mit skulpiertem Eingangsportikus, bezeichnet „1923“ | D-5-76-143-186         | Wohn- und Geschäftshaus |
| Gartenstraße 13 (Standort) | Jugendstilvilla                                                     | Bezeichnet „1909“ | D-5-76-143-187         | Jugendstilvilla |
| Gartenstraße 15 (Standort) | Fabrikantenvilla                                                    | Bezeichnet: „erbaut von Hans Heid 1923“ | D-5-76-143-188         | Fabrikantenvilla |
| Hauptstraße (auf dem Marktplatz) (Standort) | Markgrafenbrunnen                                                   | 1757 | D-5-76-143-47          | Markgrafenbrunnen |
| Hauptstraße 1 (Standort) | Schloss Ratibor                                                     | Renaissancebau, Zweiflügelanlage 1535–37 durch Sixt Kornburger, drei Türme 1585 durch Gideon Bacher errichtet, Umbauten 1623, 1736 und 1892; mit Ausstattung Schlossgraben im Süden und Westen, Garten mit schmiedeeisernem Tor, bezeichnet „1906“ | D-5-76-143-18          | weitere Bilder |
| Hauptstraße 1 (Standort) | Schloss Ratibor, Denkmal des Prinzregenten Luitpold                 | Wohl 1891 | D-5-76-143-18          | weitere Bilder |
| Hauptstraße 6 (Standort) | Bürgerhaus                                                          | Zweigeschossiger Giebelbau, im Kern 17./18. Jahrhundert | D-5-76-143-19          | weitere Bilder |
| Hauptstraße 7 (Standort) | Bürgerhaus                                                          | Zweigeschossiger Giebelbau, 16./17./18. Jahrhundert, Fensterumrahmungen neuklassizistisch, um 1900 | D-5-76-143-21          | weitere Bilder |
| Hauptstraße 8 (Standort) | Bürgerhaus                                                          | Zweigeschossiger Giebelbau, Sandsteinquader, Giebel mit Aufsätzen, 17./frühes 18. Jahrhundert | D-5-76-143-22          | weitere Bilder |
| Hauptstraße 11 (Standort) | Bürgerhaus                                                          | Zweigeschossiger Giebelbau, Giebelfachwerk, 16./17. Jahrhundert, mit älterem Kern Scheunenanbau 1870 Dazu Rest der Stadtmauer, 14. Jahrhundert | D-5-76-143-24          | weitere Bilder |
| Hauptstraße 13 (Standort) | Bürgerhaus                                                          | Zweigeschossiger Mansarddachbau, bezeichnet 1769 Dazu Stadtmauerrest, 14. Jahrhundert | D-5-76-143-25          | weitere Bilder |
| Hauptstraße 14 (Standort) | Altes Rathaus                                                       | Zweigeschossiger Mansarddachbau im Ansbacher Rokoko, 1758/59 | D-5-76-143-26          | weitere Bilder |
| Hauptstraße 15 (Standort) | Bürgerhaus                                                          | Zweigeschossiger Giebelbau, wohl noch 16. Jahrhundert, Fensterumrahmungen neubarock um 1880/90 | D-5-76-143-27          | weitere Bilder |
| Hauptstraße 20 (Standort) | Postamt                                                             | Stattlicher Neurenaissance-Eckbau, 1904/05 nach Plänen von Ludwig Ullmann | D-5-76-143-28          | weitere Bilder |
| Hauptstraße 21, 23 a, 23 b (Standort) | Bürgerhaus                                                          | Langgestreckter zweigeschossiger Walmdachbau, 18./frühes 19. Jahrhundert Dazu Stadtmauerrest, 14. Jahrhundert | D-5-76-143-30          | weitere Bilder |
| Hauptstraße 24 (Standort) | Wohn- und Geschäftshaus                                             | Zweigeschossiger Giebelbau, Sandsteinquader, bezeichnet „1868“ | D-5-76-143-31          | weitere Bilder |
| Hauptstraße 25 (Standort) | Bürgerhaus                                                          | Zweigeschossiger Giebelbau, Fachwerkgiebel, wohl frühes 17. Jahrhundert Dazu Stadtmauerrest, 14. Jahrhundert | D-5-76-143-32          | weitere Bilder |
| Hauptstraße 26 (Standort) | Wohn- und Geschäftshaus                                             | Zweigeschossiger Sandsteinquader-Giebelbau, um 1868 | D-5-76-143-33          | weitere Bilder |
| Hauptstraße 30 (Standort) | Ehemalige Gasthaus zur Traube                                       | Zweigeschossiger Giebelbau mit Wellengiebel, Mitte 16. Jahrhundert | D-5-76-143-34          | weitere Bilder |
| Hauptstraße 32 (Standort) | Bürgerhaus                                                          | Zweigeschossiger Steilgiebelbau, wohl Mitte 15. Jahrhundert | D-5-76-143-36          | weitere Bilder |
| Hauptstraße 33 a (Standort) | Bürgerhaus                                                          | Zweigeschossig, Halbwalmdach, im Kern wohl 15./16. Jahrhundert, wohl um 1744 überformt | D-5-76-143-37          | weitere Bilder |
| Hauptstraße 36 (Standort) | Bürgerhaus                                                          | Zweigeschossiger Giebelbau, im Kern Fachwerkbau 17./18. Jahrhundert, Sandsteinquaderfassade vom Ende 19. Jahrhundert, jetzt verputzt | D-5-76-143-40          | weitere Bilder |
| Hauptstraße 39 (Standort) | Ehemaliges Gasthaus                                                 | Zweigeschossiger Fachwerkgiebelbau, frühes 17. Jahrhundert, 1929 erneuert | D-5-76-143-42          | weitere Bilder |
| Hauptstraße 40 (Standort) | Erdgeschossiges Kleinhaus                                           | Mit Fachwerk, 19. Jahrhundert, älterer Kern | D-5-76-143-43          | weitere Bilder |
| Hauptstraße 42 (Standort) | Ehemaliges Stadtschreiberhaus                                       | Zweigeschossiges Gebäude mit Halbwalmdach, wohl 1791 umgebaut | D-5-76-143-45          | weitere Bilder |
| Hauptstraße 43 (Standort) | Riffelmacherhaus, ehemaliges Gasthaus                               | Sehr stattlicher dreigeschossiger Giebelbau, beide Obergeschosse, die Ecktürmchen und Giebel mit reichem Zierfachwerk, bezeichnet „1610“ | D-5-76-143-46          | weitere Bilder |
| Hauptstraße 45 (Standort) | Wohn- und Geschäftshaus in Neurenaissance                           | Backstein mit Hausteingliederungen und zwei Zwerchgiebel, bezeichnet „1892“ | D-5-76-143-48          | weitere Bilder |
| Hauptstraße 48 (Standort) | Gasthaus                                                            | Zweigeschossiger Giebelbau, im Kern 16./17. Jahrhundert, Fassade um 1906/07 | D-5-76-143-49          | weitere Bilder |
| Hauptstraße 49 (Standort) | Bürgerhaus                                                          | Zweigeschossiger Mansarddachbau, Ende 18. Jahrhundert; mit Nr. 51 verbunden | D-5-76-143-50          | weitere Bilder |
| Hauptstraße 50 (Standort) | Großer Gewölbekeller des abgegangenen Gasthauses                    | 14./18. Jahrhundert | D-5-76-143-51          | BW |
| Hauptstraße 51 (Standort) | Bürgerhaus                                                          | Zweigeschossiger Mansarddachbau, Ende 18. Jahrhundert; verbunden mit Nr. 49. | D-5-76-143-52          | weitere Bilder |
| Hauptstraße 56 (Standort) | Bürgerhaus                                                          | Zweigeschossiger Mansarddachbau, Mitte 19. Jahrhundert; verbunden mit Nr. 58 | D-5-76-143-53          | weitere Bilder |
| Hauptstraße 58 (Standort) | Bürgerhaus                                                          | Zweigeschossiger Mansarddachbau, 1765; verbunden mit Nr. 56 | D-5-76-143-54          | weitere Bilder |
| Hilpoltsteiner Straße 4 (Standort) | Wohnhaus                                                            | Zweigeschossiger Giebelbau, um 1800, Giebel mit Volutenschmuck um 1930 und Türgewände 1952 jeweils von Heinz Hench An der Städtlerstraße Gartenpavillon und Hofeinfahrt | D-5-76-143-56          | weitere Bilder |
| Hilpoltsteiner Straße 5 (Standort) | Wohn- und Geschäftshaus                                             | Zweigeschossiger Eckbau in Neurenaissance, Backstein, um 1900 | D-5-76-143-57          | Wohn- und Geschäftshaus |
| Hilpoltsteiner Straße 16 (Standort) | Katholische Pfarrhaus                                               | Neubarockbau mit Halbwalmdach, Zwerchgiebeln und Eckerker, 1915 von Georg Hochreuther | D-5-76-143-59 Wikidata | Katholische Pfarrhaus |
| Hilpoltsteiner Straße 30, 30 a (Standort) | Ehemaliges Amtsgericht                                              | Dreigeschossiger monumentaler Backsteinbau mit Sandsteingliederungen, 1890/91 Südlich ummauerter zwingerartiger Hof, nördlich weitere Hofmauer | D-5-76-143-60          | Ehemaliges Amtsgericht |
| Kellerweg 12 (Standort) | Ehemaliger Deyerle-Keller, später Stadtkeller                       | Zwei durch Zwischentrakt verbundene Gastwirtschaftsgebäude, zweigeschossiger Fachwerkbau mit Walmdach und Sandstein-Sockelgeschoss mit Eingang zum Felsenkeller, spätes 19. Jahrhundert, zweigeschossiger Verputzbau mit Walmdach, 1920 Abortgebäude, langgestreckter, erdgeschossiger Walmdachbau, 1928 Felsenkelleranlage, weitverzweigte Kelleranlage, im Kern 18./19. Jahrhundert, mit backsteingemauerten Erweiterungskellern, spätes 19. Jahrhundert | D-5-76-143-61          | BW |
| Kellerweg 13 (Standort) | Wohnhaus                                                            | schmales eingeschossiges Gebäude über hohem Kellergeschoss, Mansarddach mit Schopfwalm, in Formen des Heimatstils, mit angegliedertem eingeschossigen Schuppen in Ständerbauweise, um 1923/24, unter Einbindung eines ehemaligen Kellerhauses mit weitverzweigter Kelleranlage des frühen 19. Jahrhunderts | D-5-76-143-260         | Wohnhaus |
| Kellerweg 14 a (Standort) | Kellerhäuschen                                                      | Pavillonbau in Fachwerk mit klassizistischem hölzernem Portikus, über Kellergeschoss in Sandstein, erstes Drittel 19. Jahrhundert | D-5-76-143-62          | Kellerhäuschen |
| Kirchplatz 1 (Standort) | Evangelisch-lutherische Pfarrkirche Zu unserer lieben Frau          | 1510 von Endreß dem Jüngeren errichtet unter Verwendung älterer Chorteile, 1837/38 durch Johann David Steingruber als Saalkirche mit gerade abgeschlossener Ostseite und Kanzelaltar neu erbaut, Turm nach Brand von 1878 über neugotischem Chor neu errichtet; mit Ausstattung Kriegerdenkmal, 1926, von Heinz Hench, Wandbrunnen gleichzeitig | D-5-76-143-63          | weitere Bilder |
| Kirchplatz 2 (Standort) | Ehemaliges Schulhaus, jetzt Rathaus                                 | Ausgedehnter zweigeschossiger Sandsteinquaderbau, Neurenaissance, 1878/80, 1902/04 umgebaut; mit Ausstattung | D-5-76-143-64          | weitere Bilder |
| Kirchplatz 4 (Standort) | Ehemaliges Feuerwehrhaus                                            | Neubarocke Schweifgiebelfassade, 1904 | D-5-76-143-65          | weitere Bilder |
| Kirchplatz 6 (Standort) | Wohnhaus                                                            | Zweigeschossig mit Schopfwalm, zweite Hälfte 18. Jahrhundert, Putzfassade um 1900 | D-5-76-143-66          | weitere Bilder |
| Kirchplatz 8 (Standort) | Wohnhaus, ehemalige Lateinschule                                    | Traufseitiger Sandsteinquaderbau, zweigeschossig, mit Krüppelwalmdach, erstes Drittel 19. Jahrhundert | D-5-76-143-67          | weitere Bilder |
| Kirchplatz 12 (Standort) | Wohnhaus                                                            | Zweigeschossiger Sandsteinquaderbau, Krüppelwalmdach, Segmentbogenfenster, drittes Viertel 19. Jahrhundert | D-5-76-143-68          | Wohnhaus |
| Kugelbühlstraße 1 (Standort) | Wohnhaus                                                            | Zweigeschossig, mit Zwerchgiebeln, Neurenaissance/Neubarock, 1901, Kernbau 1755 | D-5-76-143-69          | weitere Bilder |
| Kugelbühlstraße 11 a, 11 b (Standort) | Bürgerhaus                                                          | Zweigeschossiger Giebelbau, Fachwerk, 17./18. Jahrhundert | D-5-76-143-73          | weitere Bilder |
| Kugelbühlstraße 15 (Standort) | Wohnhaus                                                            | Zweigeschossiger Traufseitbau, dendrochronologisch datiert 1625 | D-5-76-143-75          | BW |
| Kugelbühlstraße 23 (Standort) | Bürgerhaus                                                          | Zweigeschossiger Fachwerkgiebelbau, 17./18. Jahrhundert | D-5-76-143-78          | weitere Bilder |
| Kugelbühlstraße 34 (Standort) | Bürgerhaus                                                          | Zweigeschossiger Giebelbau, 17./18. Jahrhundert, Ladeneinbau 1915 | D-5-76-143-80          | weitere Bilder |
| Lohgartenweg 2 (Standort) | Villa                                                               | zweigeschossiger, verputzter Mansardwalmdachbau mit Zwerchgauben, Flacherkern und Risaliten, historisierend, bezeichnet mit "1911" | D-5-76-143-211         | Villa |
| Mühlgasse 8 (Standort) | Kleines Wohnhaus                                                    | Erdgeschossiger Satteldachbau, Sandsteinquader, nördlich Fachwerkgiebel, zweite Hälfte 19. Jahrhundert | D-5-76-143-84          | Kleines Wohnhaus |
| Münchener Straße 5 (Standort) | Gasthof Hirschen                                                    | Zweigeschossiger Traufseitbau, 17./18. Jahrhundert Fassade und neubarocker Vorbau auf der Nordseite, 1904 Zwei Ausleger in barocken Formen | D-5-76-143-85          | weitere Bilder |
| Münchener Straße 22 (Standort) | Ehemalige Schule, Gastwirtschaft und Pflasterzollabgabe             | Sandsteinquaderbau, zweigeschossig mit schmalem Mittelrisalit, Lisenengliederung, 1845–50 erbaut | D-5-76-143-189         | Ehemalige Schule, Gastwirtschaft und Pflasterzollabgabe                                                                              |
| Münchener Straße 28 (Standort) | Evangelisch-lutherische Kreuzkirche und Friedhofskirche             | 1625, erneuert um 1900; mit Ausstattung | D-5-76-143-86          | Evangelisch-lutherische Kreuzkirche und Friedhofskirche                                                                              |
| Münchener Straße 28 (Standort) | Friedhof mit Sandsteinquadermauer                                   | 18./19. Jahrhundert Mit Grabstätten seit dem 18. Jahrhundert, darunter: Grabplatten des 18. Jahrhunderts in der Mauer beim Eingang Zwei barocke Grabdenkmäler, 18. Jahrhundert Klassizistische Grabdenkmäler: Hechtel 18. Jahrhundert, Ammon 1840, von Pechmann 1849, Honig 1832 Spätklassizistische Grabdenkmäler: Seitz 1872, Markert um 1875, Feuerlein 1886; Grabdenkmal Bechstein 1880 Eiserner Brunnentrog 1880 | D-5-76-143-86          | weitere Bilder |
| Neues Gäßchen 3 (Standort) | Ehemaliges Plätthaus                                                | Schmaler, langgestreckter Mansardsatteldachbau, 1793, nach 1879 katholische Betsaal mit neubarocker Fassade, 1899 zu Mietshaus umgebaut | D-5-76-143-91          | Ehemaliges Plätthaus |
| Nürnberger Straße 25 (Standort) | Villa Graff                                                         | Spätklassizistische Anlage, um 1885 Mit zugehöriger Fabrik, gleichzeitig Mit Park | D-5-76-143-90          | BW |
| Obere Mühle 1, 3 (Standort) | Langgestreckter Traufseitbau                                        | Mit Fachwerkobergeschoss, bezeichnet „1817“, 1922 von Hans Müller (Nürnberg) umgestaltet | D-5-76-143-92          | weitere Bilder |
| Obere Mühle 2 (Standort) | Wohnhaus                                                            | Zweigeschossiger Sandsteinquaderbau, Segmentbogenfenster, um 1870/80, 1942 umgebaut | D-5-76-143-93          | weitere Bilder |
| Otto-Schrimpff-Straße 4 (Standort) | Turnvereins-Gebäude                                                 | Repräsentativer neubarocker Mansarddachbau mit seitlichen Risaliten, Backstein mit Sandsteingliederungen, 1898–1900 nach Plänen des Bautechnikers Konrad Linzer | D-5-76-143-94          | weitere Bilder |
| Otto-Schrimpff-Straße 9 (Standort) | Ehemalige Bahnstation Lohgarten der sogenannten Gredlbahn           | Erdgeschossiger Satteldachbau mit quergestellter Güterhalle, um 1888 | D-5-76-143-201         | Ehemalige Bahnstation Lohgarten der sogenannten Gredlbahn                                                                            |
| Otto-Schrimpff-Straße 14 (Standort) | Villa                                                               | Neubarock, mit Mansarddach und Balkonen, 1916 | D-5-76-143-95          | Villa |
| Otto-Schrimpff-Straße 16 (Standort) | Fabrikgebäude zur Herstellung Leonischer Waren, jetzt Fabrik-Museum | Erdgeschossige Sheddachhalle, um 1910 | D-5-76-143-195         | Fabrikgebäude zur Herstellung Leonischer Waren, jetzt Fabrik-Museum                                                                  |
| Parkstraße (im Stadtpark) (Standort) | Kriegerdenkmal 1870/71, Germania auf Sockel                         | 1883 gestiftet | D-5-76-143-98          | [[Vorlage:Bilderwunsch/code!/C:49.238667,11.093067!/D:Parkstraße (im Stadtpark), Kriegerdenkmal 1870/71, Germania auf Sockel!/\|BW]] |
| Parkstraße (im Stadtpark) (Standort) | Märchenbrunnen                                                      | 1927 von Heinz Hench | D-5-76-143-97          | [[Vorlage:Bilderwunsch/code!/C:49.242079,11.094625!/D:Parkstraße (im Stadtpark), Märchenbrunnen!/\|BW]]                              |
| Ratiborer Straße 2 (Standort) | Kath. Pfarrkirche St. Maria                                         | Neugotischer Chor mit Chorwand, Nordwand und Turm mit angesetztem Treppenturm, von Görtz 1897/98 Neugotische Ausstattung mit spätgotischen Skulpturen, jetzt in einen modernen Kirchenbau von 1963/64 integriert | D-5-76-143-96          | weitere Bilder |
| Stieberstraße (Standort) | Brücke über den Werkkanal mit Portal zum Burggraben                 | Reiche Neurenaissance, 1915 nach Entwurf von Ferdinand Wagner dem Jüngeren | D-5-76-143-101         | Brücke über den Werkkanal mit Portal zum Burggraben                                                                                  |
| Stieberstraße (Standort) | Mausoleum des Fabrikanten Baron Stieber                             | Oktogonaler Tempel, barockisierend, 1917 nach Entwurf von Ferdinand Wagner dem Jüngeren erbaut Parkanlagen im Rednitzgrund | D-5-76-143-102         | Mausoleum des Fabrikanten Baron Stieber                                                                                              |
| Traubengasse 11 (Standort) | Doppelhaus                                                          | Sandsteinquadermauerwerk und Fachwerk, 18.–19. Jahrhundert | D-5-76-143-191         | weitere Bilder |
| Traubengasse 21 (Standort) | Wohnhaus                                                            | Zweigeschossiger Walmdachbau, Sandsteinquader, Südseite Fachwerk, um 1900 Mit Rest der Stadtmauer, 14. Jahrhundert | D-5-76-143-104         | Wohnhaus |
| Unterer Weinbergweg 29 (Standort) | Untere Villa                                                        | Zweigeschossiger Hauptbau mit Kniestock und dreigeschossigem Mittelrisalit, Sandstein und Fachwerk mit Ziegelsteinausfachung, seitliche Verandavorbauten, Eisenbalkone, 1884 Auf Hangterrasse mit ehemaligem Gärtnerwohnhaus, Remise und verbindendem Wirtschafts- und Lagergebäude, gleichzeitig Nördlich oberhalb Fundament des abgegangenen Goethehauses von 1824 Östlich vorgelagert vier ehemalige Obstbaumterrassen, und dazu westlich oberhalb gelegen Monopteros, Neubau von 1929 Umgeben von Unterem Weinbergpark Oberer Weinbergpark, mit Eiskeller, gemauerte Gewölbeanlage, mit Vorplatz, um 1880 (südöstlich Weinbergweg 1) | D-5-76-143-199         | BW |
| Willy-Supf-Platz 2 (Standort) | Fabrik-Direktionsgebäude                                            | Backsteinbau mit Sandsteingliederung, bezeichnet 1891 | D-5-76-143-106         | Fabrik-Direktionsgebäude |
| Willy-Supf-Platz 15 (Standort) | Zweigeschossiges Halbwalmdachhaus                                   | Im Kern wohl 16./17. Jahrhundert | D-5-76-143-107         | Zweigeschossiges Halbwalmdachhaus |
| Zeughausgasse 6 (Standort) | Ehemaliges Handwerkerhaus                                           | Zweigeschossiger Satteldachbau, im Kern Fachwerkbau des späten 16. Jahrhunderts (dendrochronologisch bestimmt auf 1572/73) | D-5-76-143-193         | weitere Bilder |
| Rother Stadtwald, Abteilung Roßlau, am Weg von Meckenlohe nach Hofstetten, 540 m nördlich der Staatsstraße 2237 (Roth – Allersberg) (Standort) | Steinkreuz                                                          | Von 1648 | D-5-76-143-110         | weitere Bilder |

### Barnsdorf
| Lage                                                                                    | Objekt                                                        | Beschreibung | Akten-Nr.      | Bild                                 |
| --------------------------------------------------------------------------------------- | ------------------------------------------------------------- | --- | -------------- | ------------------------------------ |
| Barnsdorfer Hauptstraße 9 (Standort)                                                    | Arbeiterwohnhaus                                              | Sandsteinquaderbau mit Mittelrisalit, um 1890 | D-5-76-143-111 | Arbeiterwohnhaus                     |
| Barnsdorfer Hauptstraße 15 (Standort)                                                   | Ehemaliges Bauernhaus                                         | Erdgeschossiger Sandsteinquaderbau mit Fachwerkgiebel und Schopfwalm, zweite Hälfte 18. Jahrhundert                                                     | D-5-76-143-112 | Ehemaliges Bauernhaus                |
| Barnsdorfer Hauptstraße 16 (Standort)                                                   | Fabrikantenwohnhaus der Broncefabrik                          | Zweigeschossig mit Mansardhalbwalmdach und Dachreiter, 1883                                                                                             | D-5-76-143-113 | Fabrikantenwohnhaus der Broncefabrik |
| Barnsdorfer Hauptstraße 20 (Standort)                                                   | Fabrikantenvilla                                              | Neurenaissanceanlage, zweigeschossig mit Turm, um 1905 Umfriedeter Park                                                                                 | D-5-76-143-114 | Fabrikantenvilla                     |
| Barnsdorfer Hauptstraße 21 (Standort)                                                   | Dreigeschossiges Sandsteinwohnhaus                            | Seitenrisalite, um 1890/1900 | D-5-76-143-115 | Dreigeschossiges Sandsteinwohnhaus   |
| Barnsdorfer Hauptstraße 23 (Standort)                                                   | Villa                                                         | Zweigeschossiger Sandsteinquaderbau, mit Flachsatteldach, hölzerne Veranda, 1880, Säulenportal gegen 1930 Umfriedete Gartenanlage                       | D-5-76-143-116 | Villa                                |
| westlich von Barnsdorf, erhöht am Westufer der Rednitz östlich der Bahnlinie (Standort) | Gruftkapelle der Guts- und Fabrikbesitzer-Familie von Schlenk | Neugotisch, um 1911–1920 Zugehörig kleiner Friedhof mit Grabsteinen (19.–20. Jahrhundert) und weiter ab nördlichem Eisentor in gegliederter Ziegelmauer | D-5-76-143-117 | weitere Bilder                       |

### Belmbrach
| Lage                                                                                       | Objekt                        | Beschreibung | Akten-Nr.      | Bild           |
| ------------------------------------------------------------------------------------------ | ----------------------------- | --- | -------------- | -------------- |
| Gengsbuck 1 (Standort)                                                                     | Bauernhof                     | Erdgeschossiges Wohnstallhaus, Sandstein, Mitte 19. Jahrhundert, im Kern 1700 (dendrochronologisch datiert) Fachwerkscheune, erste Hälfte 19. Jahrhundert | D-5-76-143-118 | weitere Bilder |
| Weiherweg 12 (Standort)                                                                    | Erdgeschossiges Wohnstallhaus | Fachwerk, und Sandstein, Mitte 19. Jahrhundert | D-5-76-143-119 | BW             |
| am Weg von Roth nach Wernsbach durch das Reisholz, 300 m südlich des Waldrandes (Standort) | Kreuzstein                    | Von 1631 | D-5-76-143-120 | weitere Bilder |

### Bernlohe
| Lage                                | Objekt                    | Beschreibung | Akten-Nr.      | Bild |
| ----------------------------------- | ------------------------- | --- | -------------- | ---- |
| Bernloher Hauptstraße 7 (Standort)  | Bauernhaus (Austragshaus) | Erdgeschossiger Satteldachbau, Sandsteinquaderfassade mit Giebelvoluten, Ostgiebel in Fachwerk, Inschrift bezeichnet „1839“ | D-5-76-143-122 | BW   |
| Bernloher Hauptstraße 9 (Standort)  | Gasthaus und Bauernhaus   | Stattlicher zweigeschossiger Sandsteinquaderbau, viergeschossiger Steilgiebel, 1864                                         | D-5-76-143-123 | BW   |
| Bernloher Hauptstraße 12 (Standort) | Ehemaliges Bauernhaus     | Erdgeschossig, Sandstein, um 1900                                                                                           | D-5-76-143-124 | BW   |
| Bernloher Hauptstraße 14 (Standort) | Dazu Fachwerkscheune      | Zweite Hälfte 19. Jahrhundert                                                                                               | D-5-76-143-125 | BW   |
| Tulpenweg 1 (Standort)              | Bauernhaus                | Erdgeschossiger Steilgiebelbau, Sandsteinquader, bezeichnet „1908“; in erhöhter Lage am Hang                                | D-5-76-143-126 | BW   |

### Eckersmühlen
| Lage                                         | Objekt                                          | Beschreibung | Akten-Nr.      | Bild                                            |
| -------------------------------------------- | ----------------------------------------------- | --- | -------------- | ----------------------------------------------- |
| Eckersmühlener Hauptstraße 43, 45 (Standort) | Pfarr- und ehemaliges Schulhaus (jetzt Rathaus) | Traufseitiger zweigeschossiger Doppelbau, Sandsteinquader, 1804/05 und 1824/25 | D-5-76-143-127 | Pfarr- und ehemaliges Schulhaus (jetzt Rathaus) |
| Eckersmühlener Hauptstraße 53 (Standort)     | Gasthaus Posthorn                               | Erdgeschossiger Sandsteinquaderbau mit Fachwerksteilgiebel, bezeichnet „1936“ (1935/36 von Adolf Schindhelm)                                                                                  | D-5-76-143-129 | Gasthaus Posthorn                               |
| Eckersmühlener Hauptstraße 68 (Standort)     | Dreifaltigkeitskirche                           | Evangelisch-lutherische Pfarrkirche. Anlage im Markgrafenstil, 1709/10 von Lorenzo Salle; mit Ausstattung; Vorgängerkirche war St. Willibald Friedhofsmauer, Sandsteinquader, 18. Jahrhundert | D-5-76-143-130 | weitere Bilder                                  |
| Jahnstraße 8 (Standort)                      | Bauernhof                                       | Erdgeschossiges Wohnstallhaus mit Hopfenluke, Sandsteinquaderbau, wohl noch 18. Jahrhundert, 1877 überformt Fachwerkscheune                                                                   | D-5-76-143-192 | Bauernhof                                       |
| Schulstraße 1 (Standort)                     | Steinkreuz                                      | Nachmittelalterlich | D-5-76-143-131 | weitere Bilder                                  |

### Eichelburg
| Lage | Objekt                                         | Beschreibung                                          | Akten-Nr.      | Bild                                           |
| --- | ---------------------------------------------- | ----------------------------------------------------- | -------------- | ---------------------------------------------- |
| Eichelburger Hauptstraße (Standort)                                                                                 | Katholische Ortskapelle Heilige Dreifaltigkeit | 1854; mit Ausstattung                                 | D-5-76-143-132 | Katholische Ortskapelle Heilige Dreifaltigkeit |
| Waldgebiet Teufelsknock westlich von Eichelburg (Standort)                                                          | Burgruine Wartstein                            | Grundmauerreste, mittelalterlich                      | D-5-76-143-133 | weitere Bilder                                 |
| Im Grabenholz am alten Weg Hofstetten (oder Eckersmühlen) nach Eichelburg ()                                        | Alter Grenzstein                               | Mit Adler- und Rautenwappen                           | D-5-76-143-136 |                                                |
| Am alten Weg von Hofstetten ()                                                                                      | Grenzsteinfragment                             | Mit figürlicher Darstellung, wohl nachmittelalterlich | D-5-76-143-196 |                                                |
| am Judenweg; auch Gemarkung Brunnau, Flur-Nr. 186 (Markt Allersberg) ()                                             | Grenzstein                                     | Bezeichnet „1524“ und „1676“                          | D-5-76-143-134 |                                                |
| Am alten Eichelburger Weg beim Teufelsknopf, 30 m nördlich der Gemeindeverbindungsstraße Roth-Eichelburg (Standort) | Kreuzstein, das „Weiße Kreuz“                  | 1631 (?)                                              | D-5-76-143-135 | weitere Bilder                                 |

### Eisenhammer an der Roth
| Lage                           | Objekt                | Beschreibung | Akten-Nr.      | Bild                  |
| ------------------------------ | --------------------- | --- | -------------- | --------------------- |
| Eisenhammer 1, 2, 3 (Standort) | Ehemaliges Hammerwerk | Herrenhaus, jetzt Museum und Wohnhaus, zweigeschossiger Putzbau mit Walmdach und Fledermausgauben, im Süden und Westen Anbauten, 1699, Erweiterungen 1799 und 1883, Umbau 1930; Werksgebäude, eingeschossiger Sandsteinquaderbau mit Satteldach und Schopf im Süden, an der Stelle eines Vorgängerbaus weitgehend neu errichtet von Fritz und Käthe Schäff, bezeichnet 1951–55; mit historischer Ausstattung des ehemaligen Eisenhammers, um 1900; ehem. Stallgebäude, ein- bis zweigeschossiger, zweiflügeliger Putzbau mit Satteldach, Nordflügel mit Mezzaningeschoss, bezeichnet 1833, Neubau und Erweiterung von Fritz Schäff, bezeichnet 1939 | D-5-76-143-137 | Ehemaliges Hammerwerk |

### Finstermühle
| Lage                      | Objekt                    | Beschreibung                                                                             | Akten-Nr.      | Bild |
| ------------------------- | ------------------------- | ---------------------------------------------------------------------------------------- | -------------- | ---- |
| Finstermühle 1 (Standort) | Finstermühle, Mühlgebäude | Zweigeschossiger Sandsteinquaderbau mit Mansarddach, 18. Jahrhundert; im Kern wohl älter | D-5-76-143-139 | BW   |

### Harrlach
| Lage                            | Objekt                           | Beschreibung | Akten-Nr.      | Bild            |
| ------------------------------- | -------------------------------- | --- | -------------- | --------------- |
| Holzschuherstraße (Standort)    | Wappenstein, Wappen der Fütterer | Renaissance, um 1550; vom ehemaligen Faber Castell’schen Schloss, von Bäumen flankiert                                                        | D-5-76-143-145 | weitere Bilder  |
| Holzschuherstraße 1 (Standort)  | Fachwerkscheune                  | Erste Hälfte 19. Jahrhundert | D-5-76-143-141 | Fachwerkscheune |
| Holzschuherstraße 2 (Standort)  | Ehemalige Mühle                  | Erdgeschossiger Satteldachbau, Sandsteinquader, Fachwerkgiebel, bezeichnet „1800“ und „1951“, im Kern älter Stallgebäude, um 1900             | D-5-76-143-140 | BW              |
| Holzschuherstraße 24 (Standort) | Gusseiserne Uhr                  | Klassizistisch, erste Hälfte 19. Jahrhundert; auf erneuertem turmartigem Sockel an der Scheune des Anwesens, von ehemaligen Gasthaus stammend | D-5-76-143-194 | BW              |
| Zur Geislach 1 (Standort)       | Erdgeschossiges Bauernhaus       | Sandstein, mit Zwerchhaus, bezeichnet „1841“                                                                                                  | D-5-76-143-142 | BW              |
| Zur Geislach 2 (Standort)       | Bauernhaus                       | Frackdachbau, mit Schopfwalm, Sandsteinquader und Fachwerk, im Kern wohl 16./17. Jahrhundert                                                  | D-5-76-143-144 | BW              |
| Zur Geislach 3 (Standort)       | Bauernhaus                       | Erdgeschossiger Satteldachbau, Sandsteinquader mit Fachwerkgiebel, bezeichnet „1798“                                                          | D-5-76-143-143 | BW              |

### Hofstetten
| Lage                    | Objekt        | Beschreibung                                              | Akten-Nr.      | Bild |
| ----------------------- | ------------- | --------------------------------------------------------- | -------------- | ---- |
| Hofstetten 7 (Standort) | Wohnstallhaus | Erdgeschossiger Sandsteinquaderbau, Mitte 19. Jahrhundert | D-5-76-143-202 | BW   |

### Kiliansdorf
| Lage                         | Objekt                         | Beschreibung | Akten-Nr.      | Bild                                                                                 |
| ---------------------------- | ------------------------------ | --- | -------------- | ------------------------------------------------------------------------------------ |
| Hofäckerstraße 30 (Standort) | Zweigeschossiges Wohnstallhaus | Sandstein, um 1860 | D-5-76-143-147 | BW                                                                                   |
| Otto-Lilienthal-Kaserne      | Ehemaliger Fliegerhorst Lage   | Unterkunfts- und Wirtschaftsgebäude (Gebäudekomplex Nr. 45–48), zwei weitere Gebäude (Nr. 7, Nr. 11a), erbaut 1937–38: langgestreckter eingeschossiger Putzbau mit Satteldächern und Hechtgauben zwischen jeweils einem östlichen und westlichen, den übrigen Baukörper überragenden Gebäudeflügel, der westliche Gebäudeflügel als Fachwerkbau mit Bruchsteinmauerwerk im Erdgeschoss und Krüppelwalmdach, der östliche Gebäudeflügel als langgestreckter Baukörper aus Bruchsteinmauerwerk mit Satteldach und Satteldachgauben ausgebildet (sogenannter Schlangenbau), zwei Haupteingänge im langgestreckten geschwungenen Zwischentrakt; zwei eingeschossige giebelständige Fachwerkbauten mit Satteldächern, im Inneren modernisiert | D-5-76-143-208 | Ehemaliger FliegerhorstLage49.2125311.09249Lage49.2120611.09112Lage49.2121411.090408 |

### Leonhardsmühle
| Lage                        | Objekt         | Beschreibung | Akten-Nr.      | Bild |
| --------------------------- | -------------- | --- | -------------- | ---- |
| Leonhardsmühle 1 (Standort) | Leonhardsmühle | Stattlicher zweigeschossiger Wohnbau, Sandsteinquader mit Fachwerkgiebeln, bezeichnet „1799“ Ehemaliges Wirtschaftsgebäude, Sandsteinquader mit Steilgiebel, 1855 | D-5-76-143-149 | BW   |

### Meckenlohe
| Lage                        | Objekt     | Beschreibung                                                                                                  | Akten-Nr.      | Bild       |
| --------------------------- | ---------- | --- | -------------- | ---------- |
| Harrlacher Weg 1 (Standort) | Bauernhaus | Ehem. Wohnstallhaus, erdgeschossiger, giebelständiger Satteldachbau mit Fachwerkgiebel, Mitte 19. Jahrhundert | D-5-76-143-150 | Bauernhaus |

### Obere Glasschleife
| Lage                     | Objekt     | Beschreibung    | Akten-Nr.      | Bild           |
| ------------------------ | ---------- | --------------- | -------------- | -------------- |
| an der Straße (Standort) | Steinkreuz | Mittelalterlich | D-5-76-143-151 | weitere Bilder |

### Obersteinbach an der Haide
| Lage                            | Objekt                        | Beschreibung                                                             | Akten-Nr.      | Bild |
| ------------------------------- | ----------------------------- | ------------------------------------------------------------------------ | -------------- | ---- |
| Heideweg 2 (Standort)           | Erdgeschossiges Wohnstallhaus | Sandstein, bezeichnet „1898“                                             | D-5-76-143-152 | BW   |
| Heideweg 13 (Standort)          | Erdgeschossiges Wohnstallhaus | Sandstein, um 1920 und stattliche Fachwerkscheune, Mitte 19. Jahrhundert | D-5-76-143-153 | BW   |
| Wallesauer Straße 36 (Standort) | Erdgeschossiges Wohnstallhaus | Sandstein, bezeichnet „1862“ Fachwerkscheune, wohl gleichzeitig          | D-5-76-143-154 | BW   |

### Pfaffenhofen
| Lage | Objekt                                     | Beschreibung                                                                      | Akten-Nr.      | Bild           |
| --- | ------------------------------------------ | --------------------------------------------------------------------------------- | -------------- | -------------- |
| Äußere Nürnberger Straße (vor dem Feuerwehrhaus) (Standort)                                                 | Steinkreuz                                 | 1434. Es hat die Form eines Malteserkreuzes und zeigt eine eingeritzte Pflugschar | D-5-76-143-161 | weitere Bilder |
| Äußere Nürnberger Straße 9 (Standort)                                                                       | Ehemaliges Bauernhaus                      | Zweigeschossiger Ziegelbau, Steildach, 1907                                       | D-5-76-143-155 | weitere Bilder |
| Brunnbachstraße 6 (Standort)                                                                                | Ehemalige Schmiede und Messingstampfwerk   | Zweigeschossiger Sandsteinquaderbau, Anfang 19. Jahrhundert                       | D-5-76-143-156 | BW             |
| Heidenbergstraße 8 (Standort)                                                                               | Erdgeschossiges Bauernhaus                 | Bezeichnet „1863“, im Kern wohl älter Fachwerkscheune, 19. Jahrhundert            | D-5-76-143-158 | weitere Bilder |
| Heidenbergstraße 10 (Standort)                                                                              | Ehemaliges Schulhaus, jetzt Gemeindehaus   | Sandsteinquaderbau mit Walmdach, 1833                                             | D-5-76-143-159 | weitere Bilder |
| Heidenbergstraße 13 (Standort)                                                                              | Evang.-lutherische Pfarrkirche St. Ottilia | Saalbau, 1731–35, Turm 1870; mit Ausstattung                                      | D-5-76-143-157 | weitere Bilder |
| An der Straße nach Rednitzhembach, ca. 150 m nnw der Einmündung der Straße von Pruppach, im Wald (Standort) | Kreuzstein                                 | Wohl spätmittelalterlich                                                          | D-5-76-143-197 | weitere Bilder |

### Pruppach
| Lage                                                       | Objekt                              | Beschreibung | Akten-Nr.      | Bild                                |
| ---------------------------------------------------------- | ----------------------------------- | --- | -------------- | ----------------------------------- |
| Finsterbachstraße 15 (Standort)                            | Türgewände                          | Sandstein, bezeichnet „I. G. S. 1777“                                                                                      | D-5-76-143-162 | BW                                  |
| Treffersäge 14 a (Standort)                                | Treffersäge, Wohnhaus der Sägemühle | Wohnhaus der ehem. Sägemühle, zweigeschossiger Sandsteinquaderbau mit Walmdach und Sohlbankgesims, um 1850, 1934 erweitert | D-5-76-143-167 | Treffersäge, Wohnhaus der Sägemühle |
| Am Weg nach Roth, 150 m südlich der Treffersäge (Standort) | Stein (Kreuzsteinrest)              | Wohl spätmittelalterlich; 80 cm hoch und breit, 40 cm dick                                                                 | D-5-76-143-169 | weitere Bilder                      |

### Rothaurach
| Lage                             | Objekt                            | Beschreibung                                                        | Akten-Nr.      | Bild                              |
| -------------------------------- | --------------------------------- | ------------------------------------------------------------------- | -------------- | --------------------------------- |
| Schwabacher Straße 22 (Standort) | Wohnstallhaus                     | Erdgeschossig, mit steilem Satteldach, Sandstein, bezeichnet „1911“ | D-5-76-143-164 | Wohnstallhaus                     |
| Schwabacher Straße 35 (Standort) | Dreiseithof, stattliches Wohnhaus | Zweigeschossiger Steilgiebel, Sandsteinquader, bezeichnet „1922“    | D-5-76-143-165 | Dreiseithof, stattliches Wohnhaus |
| Schwabacher Straße 42 (Standort) | Ehemaliges Wohnstallhaus          | Sandsteinquaderbau, ehemals bezeichnet „1786“                       | D-5-76-143-166 | Ehemaliges Wohnstallhaus          |

### Unterheckenhofen
| Lage                                                              | Objekt                                | Beschreibung                                                                                                | Akten-Nr.      | Bild           |
| ----------------------------------------------------------------- | ------------------------------------- | --- | -------------- | -------------- |
| Venetianerstraße 20 (Standort)                                    | Erdgeschossiges Austragshaus          | Sandstein, zweite Hälfte 19. Jahrhundert, und große Scheune, Sandsteinquaderbau mit Fachwerkgiebel, um 1900 | D-5-76-143-171 | BW             |
| Venetianerstraße 22 (Standort)                                    | Bauernhaus                            | Erdgeschossiger Sandsteinquaderbau, um 1900, bezeichnet „1846“                                              | D-5-76-143-170 | BW             |
| Viadukt über den Rittersbach nördlich Unterheckenhofen (Standort) | Viadukt der Ludwig-Süd-Nord-Eisenbahn | Vierbogig, um 1848/49                                                                                       | D-5-76-143-172 | weitere Bilder |

### Untersteinbach an der Haide
| Lage                                                             | Objekt                     | Beschreibung | Akten-Nr.      | Bild           |
| ---------------------------------------------------------------- | -------------------------- | --- | -------------- | -------------- |
| Bernloher Weg 5 (Standort)                                       | Bauernhof                  | Erdgeschossiges Wohnstallhaus, Fachwerkgiebel, erste Hälfte 19. Jahrhundert Große Fachwerkscheune, wohl Anfang 19. Jahrhundert   | D-5-76-143-173 | BW             |
| Hopfenstraße 1 (Standort)                                        | Erdgeschossiges Bauernhaus | Sandstein, 18. Jahrhundert, zweigeschossigem Querbau von 1926 Stattliche Fachwerkscheune, Mansardsatteldach, 18./19. Jahrhundert | D-5-76-143-174 | BW             |
| Hopfenstraße 3 (Standort)                                        | Bauernhaus                 | Erdgeschossiger Satteldachbau, Sandsteinquader, bezeichnet „1897“                                                                | D-5-76-143-176 | BW             |
| Wallesauer Straße 3 (Standort)                                   | Backofen                   | Ende 19. Jahrhundert | D-5-76-143-177 | BW             |
| an der Straße nach Wernsbach östlich der Bundesstraße (Standort) | Kreuzstein                 | Von 1434, 1906 erneuert | D-5-76-143-121 | weitere Bilder |

### Wallesau
| Lage                                         | Objekt                         | Beschreibung | Akten-Nr.      | Bild                 |
| -------------------------------------------- | ------------------------------ | --- | -------------- | -------------------- |
| Badstraße (am östlichen Ortsrand) (Standort) | Steinkreuz                     | Wohl mittelalterlich | D-5-76-143-207 | weitere Bilder       |
| Badstraße 3 (Standort)                       | Zugehörig Fachwerkscheune      | Mitte 19. Jahrhundert | D-5-76-143-179 | BW                   |
| Badstraße 6 (Standort)                       | Wohnstallhaus                  | Erdgeschossiger Sandsteinquaderbau, bezeichnet „1847“, mit älterem Kern                                                                                               | D-5-76-143-198 | BW                   |
| Eckersmühlener Straße 3 (Standort)           | Evangelisch-lutherische Kirche | Spätmittelalterliche Anlage, Umbau des Turmobergeschosses und des Langhauses 1756 im Ansbacher Markgrafenstil; mit Ausstattung Friedhof mit Sandsteinquaderummauerung | D-5-76-143-178 | weitere Bilder       |
| Eckersmühlener Straße 5 (Standort)           | Ehemaliges Schulhaus           | Zweigeschossiger Walmdachbau, 1837 | D-5-76-143-180 | Ehemaliges Schulhaus |
| Eckersmühlener Straße 7 (Standort)           | Pfarrhaus                      | Zweigeschossiger Walmdachbau, 1728 | D-5-76-143-203 | Pfarrhaus            |
| Eckersmühlener Straße 9 (Standort)           | Wohnstallhaus                  | Erdgeschossig, bezeichnet „1878“ | D-5-76-143-181 | Wohnstallhaus        |
| Heidecker Straße 2 (Standort)                | Stattliches Bauernhaus         | Zweigeschossiger Giebelbau, verputztes Fachwerk, um 1665 | D-5-76-143-182 | BW                   |
| Steinbacher Straße 8 (Standort)              | Wohnstallhaus                  | Erdgeschossig, Sandstein, 1910 | D-5-76-143-183 | BW                   |
| Steinbacher Straße 13 (Standort)             | Bauernhof                      | Erdgeschossiges Wohnstallhaus mit Steilsatteldach, Sandstein, zweite Hälfte 19. Jahrhundert Zugehörig zwei Fachwerkscheunen, 19. Jahrhundert                          | D-5-76-143-184 | BW                   |

### Zwiefelhof
| Lage                    | Objekt                                           | Beschreibung                                                                              | Akten-Nr.      | Bild                                             |
| ----------------------- | ------------------------------------------------ | ----------------------------------------------------------------------------------------- | -------------- | ------------------------------------------------ |
| Zwiefelhof 9 (Standort) | Scheune (Südostflügel einer Vierseit-Gutsanlage) | Sandsteinquaderbau mit Satteldach, im Kern zweite Hälfte 17. Jahrhundert, 18. Jahrhundert | D-5-76-143-185 | Scheune (Südostflügel einer Vierseit-Gutsanlage) |

## Ehemalige Baudenkmäler
In diesem Abschnitt sind Objekte aufgeführt, die früher einmal in der Denkmalliste eingetragen waren, jetzt aber nicht mehr. Objekte, die in anderem Zusammenhang – also z. B. als Teil eines Baudenkmals – weiter eingetragen sind, sollen hier nicht aufgeführt werden. Aktennummern in diesem Abschnitt sind ehemalige, jetzt nicht mehr gültige Aktennummern.

| Lage                                                  | Objekt                        | Beschreibung                                                                                                | Akten-Nr.      | Bild                       |
| ----------------------------------------------------- | ----------------------------- | --- | -------------- | -------------------------- |
| Roth Hauptstraße 18 (Standort)                        | Relief                        | Bezeichnet „1740“ und „1935“                                                                                | D-5-76-143-29  | weitere Bilder             |
| Roth Hilpoltsteiner Straße 2 a (Standort)             | Ehemaliges Palais Seckendorff | Zweigeschossiger Rokokobau mit Mansarddach, rückwärts Flügelbauten, um Mitte 18. Jahrhundert, 1977 entkernt | D-5-76-143-55  | weitere Bilder             |
| Roth Mühlgasse 3 a (Standort)                         | Ehemalige Scheune             | Sandsteinquader und Fachwerk, 1891, 1995 umgebaut                                                           | D-5-76-143-83  | Ehemalige Scheune          |
| Pfaffenhofen Heidenbergstraße 4 (Standort)            | Erdgeschossiges Bauernhaus    | Sandstein, 19. Jahrhundert                                                                                  | D-5-76-143-160 | Erdgeschossiges Bauernhaus |
| Untersteinbach an der Haide Hopfenstraße 2 (Standort) | große Scheune                 | Sandsteinquader und Fachwerk, 19. Jahrhundert                                                               | D-5-76-143-175 | BW                         |

## Abgegangene Baudenkmäler
In diesem Abschnitt sind Objekte aufgeführt, die früher einmal in der Denkmalliste eingetragen waren, jetzt aber nicht mehr existieren, z. B. weil sie abgebrochen wurden. Aktennummern in diesem Abschnitt sind ehemalige, jetzt nicht mehr gültige Aktennummern.

| Lage                                    | Objekt       | Beschreibung | Akten-Nr.      | Bild         |
| --------------------------------------- | ------------ | --- | -------------- | ------------ |
| Roth Bahnhofstraße 21 (Standort)        | Bauernhaus   | Erdgeschossiger Satteldachbau, Fachwerkgiebel, Ende 19. Jahrhundert                                                                  | D-5-76-143-15  | BW           |
| Roth Bahnhofstraße 74 (Standort)        | Bahnhof Roth | Güterschuppen Ende der 1990er-Jahre abgebrochen (das Empfangsgebäude ist weiterhin als D-5-76-143-1 in der Denkmalliste eingetragen) | D-5-76-143-1   | Bahnhof Roth |
| Roth Ziegelgasse 3 (Standort)           | Wohnhaus     | Zweigeschossiger Satteldachbau, Erdgeschoss Sandsteinquader überschlemmt, Nordgiebel Fachwerk, wohl 16./17. Jahrhundert              | D-5-76-143-108 | Wohnhaus     |
| Kiliansdorf Hofäckerstraße 5 (Standort) | Bauernhaus   | stattlicher erdgeschossiger Satteldachbau, Fachwerk verputzt, 2. Hälfte 17. Jahrhundert, 1877 umgebaut                               | D-5-76-143-146 | BW           |